# Akatorea
Akatorea is een spinnengeslacht uit de familie Desidae. 

## Soorten
- Akatorea gracilis (Marples, 1959)
- Akatorea otagoensis Forster & Wilton, 1973